# 巴港 (緬因州)
巴港（英語：Bar Harbor）是一個位於美國緬因州漢考克縣的市鎮。

## 人口
根據2020年美國人口普查的數據，巴港的面積為163.45平方千米，當中陸地面積為109.40平方千米，而水域面積為54.05平方千米。當地共有人口5089人，而人口密度為每平方千米31人。